# Leucophaeus
Leucophaeus är ett släkte i familjen måsfåglar inom ordningen vadarfåglar. Tidigare placerades släktets arter i det stora mås- och trutsläktet Larus, men efter fylogenetiska studier urskiljs de numera i ett eget släkte. Släktet omfattar fem arter med utbredning i Nord- och Sydamerika:
- Delfinmås (L. scoresbii)
- Ökenmås (L. modestus)
- Sotvingad mås (L. atricilla)
- Präriemås (L. pipixcan)
- Lavatrut (L. fuliginosus)